# داشانپوسور
داشانپوسور (نام علمی: Dashanpusaurus) نام یک سرده از راسته خزنده‌کفلان است.